# Demon Days
Demon Days és el segon àlbum d'estudi i també conceptual de la banda de virtual britànica Gorillaz. La seva publicació es va produir el 23 de maig de 2005 al Regne Unit i el 24 de maig als Estats Units mitjançant les discogràfiques Parlophone i Virgin. Després de llançar quatre senzills, l'àlbum va vendre més de sis milions de còpies a final de l'any 2006 i també va arribar fins a la primera posició de la llista britànica d'àlbums. El seu èxit comercial va ser superior al de l'anterior treball tant en vendes com a les llistes.

## Informació
La banda va anunciar que estaven preparant la gravació d'un nou àlbum a finals de l'any 2004. En algunes entrevistes van declarar diversos títols pel treball, com per exemple We Are Happy Landfill o Reject False Icons. El gener de 2005 va aparèixer un vinil de 12" amb la cançó "Dirty Harry" i un videoclip online titulat "Rock It" per promocionar l'àlbum. Posteriorment van declarar que aquesta última no seria inclosa en l'àlbum, això no obstant, es va afegir en la compilació de remescles D-Sides de l'any 2007.
El primer senzill de l'àlbum, "Feel Good Inc.", va esdevenir el seu major èxit arreu del món tot i no arribar a la primera posició en cap llista important, això no obstant, el senzill "DARE" si que ho va aconseguir en la llista britànica. Des de la seva publicació, aquest treball ha estat certificat amb un doble disc de platí als Estats Units i cinc més al Regne Unit.
La portada de l'àlbum és una referència a la portada del Let It Be dels The Beatles i també s'assembla a la portada de Blur: The Best Of, àlbum d'èxits de la banda Blur, de la qual Damon Albarn n'és també el líder i cantant.
Una edició limitada de l'àlbum fou publicada en un digipak especial, posant a disposició del comprador la possibilitat d'escollir el membre de la banda que apareix en la portada. Aquesta edició incorpora les lletres i il·lustracions de cada cançó, un DVD amb els videoclips i comentaris, diversos curts d'animació, imatges, protectors de pantalla, la cançó exclusiva "The Swagga" i accés online a seccions exclusives del web oficial del grup per exemple permetien descarregar la cançó "Happy Landfill".

## Llista de cançons
| Núm.          | Títol                                                                                  | Composició                                        | Durada |
| ------------- | -------------------------------------------------------------------------------------- | ------------------------------------------------- | ------ |
| 1.            | «Intro»                                                                                | Damon Albarn, Don Harper                          | 1:03   |
| 2.            | «Last Living Souls»                                                                    | Albarn                                            | 3:10   |
| 3.            | «Kids with Guns» (featuring Neneh Cherry)                                              | Albarn, Brian Burton                              | 3:46   |
| 4.            | «O Green World»                                                                        | Albarn, Burton                                    | 4:32   |
| 5.            | «Dirty Harry» (featuring Bootie Brown and The Children's Youth Choir of San Fernandez) | Albarn, Burton, Romye Robinson                    | 3:44   |
| 6.            | «Feel Good Inc.» (featuring De La Soul)                                                | Albarn, Burton, David Jolicoeur                   | 3:41   |
| 7.            | «El Mañana»                                                                            | Albarn, Burton                                    | 3:50   |
| 8.            | «Every Planet We Reach Is Dead» (featuring Ike Turner)                                 | Albarn                                            | 4:53   |
| 9.            | «November Has Come» (featuring DOOM)                                                   | Albarn, Burton, Daniel Dumile                     | 2:41   |
| 10.           | «All Alone» (featuring Roots Manuva & Martina Topley-Bird)                             | Albarn, Burton, Rodney Smith, Martina Topley-Bird | 3:30   |
| 11.           | «White Light»                                                                          | Albarn                                            | 2:08   |
| 12.           | «DARE» (featuring Shaun Ryder & Rosie Wilson)                                          | Albarn, Burton, Shaun Ryder                       | 4:04   |
| 13.           | «Fire Coming Out of the Monkey's Head» (featuring Dennis Hopper)                       | Albarn                                            | 3:16   |
| 14.           | «Don't Get Lost in Heaven» (featuring the London Community Gospel Choir)               | Albarn                                            | 2:00   |
| 15.           | «Demon Days» (featuring the London Community Gospel Choir)                             | Albarn                                            | 4:29   |
| Durada total: | Durada total:                                                                          | Durada total:                                     | 50:59  |

| 16. | «68 State" (cançó extra estàndard i edició limitada) "People" (rellançament cançó extra) "Hong Kong» (featuring Zeng Zhen) (directe al Manchester Opera House) (cançó extra edició premium) | 4:46 3:27 6:38 |

| 1. | «The Swagga» (àudio)                                     | 4:57 |
| 2. | «Feel Good Inc.» (videoclip)                             | 4:15 |
| 3. | «Feel Good Inc.» (the making of animatic)                | 3:49 |
| 4. | «Feel Good Inc.» (àudiocomentaris)                       | 4:09 |
| 5. | «Gorillaz Talent Quest» (g-bite)                         | 1:10 |
| 6. | «Gorillaz on Set» (g-bite)                               | 0:29 |
| 7. | «We Are Happy Landfill» (cançó addicional descarregable) | 3:39 |

## Personal

### Membres ficticis
- Stuart Pot (acreditat com "2D" i amb veu de Damon Albarn) – cantant i teclats
- Noodle (amb veu de Rosie Wilson) – veus i guitarra
- Murdoc Niccals – baix
- Russel Hobbs – bateria

### Músics addicionals
| - Neneh Cherry - veu invitada a "Kids with Guns" - Dennis Hopper – spoken word - Amanda Drummond, Stella Page – viola - Isabelle Dunn – cello - Sally Jackson, Prabjote Osahn, Antonia Pagulatos – violí - Al Mobbs, Emma Smith – contrabaix - Chris Frangou – baix | - Simon Tong – guitarra - Ike Turner – piano - Martina Topley-Bird, MF DOOM – veus - Rosie Wilson – veus addicionals - London Community Gospel Choir – cor - San Fernandez Youth Chorus – cor infantil |